# 刺花狸藻
刺花狸藻（學名：Utricularia capilliflora）為狸藻屬一年生陆生食虫植物。其种加词“capilliflora”来源于拉丁文“capillus”和“flos”，意为“毛”和“花朵”，指其具毛的花朵。刺花狸藻为北领地的特有种，广泛分布于达尔文附近。